# Zoran Vondraček
Zoran Vondraček (Zagreb, 1959., hrvatski matematičar. Član suradnik HAZU od 2016. godine.

## Životopis
Zoran Vondraček rođen je 1959. u Zagrebu. Znanstveni rad prof. dr. sc. Zorana Vondračka najvećim je dijelom u području teorije vjerojatnosti, no odnosi se i na statistiku, financijsku matematiku i biologiju. Njegovi su najvažniji znanstveni rezultati oni iz teorije slučajnih procesa, posebno Markovljevih procesa, kojih je najvažniji primjer Brownovo gibanje. Objavljeni su u nekim od najboljih svjetskih časopisa iz teorije vjerojatnosti. Zoran Vondraček jedan je od pokretača znanstvene grupe u području teorije vjerojatnosti kod nas i izuzetno je zaslužan što je teorija vjerojatnosti kod nas dosegla razinu najrazvijenijih matematičkih sredina. Sada je redoviti profesor u trajnom zvanju na Matematičkom odsjeku Prirodoslovno-matematičkog fakulteta u Zagrebu. Među njegovim brojnim gostovanjima na uglednim međunarodnim znanstvenim institucijama izdvajamo činjenicu da je proveo godinu dana kao stipendist Humboldtove zaklade na Saarlandskom sveučilištu u Saarbrückenu (Universität des Saarlandes) te da je bio godinu dana gostujući profesor na Sveučilištu države Floride (University of Florida) i dvije godine na Sveučilištu države Illinois (University of Illinois at Urbana-Champaign), gdje sada provodi i treću godinu kao gostujući profesor. Prije spomenutih gostovanja proveo je i više godina na Sveučilištu države Floride, gdje je doktorirao. Dobitnik je Državne nagrade za znanost i Nagrade HAZU.